# Aleksiej Uszakow
Aleksiej Giennadjewicz Uszakow, ros. Алексей Геннадьевич Ушаков (ur. 11 marca 1974 w Niżnym Nowogrodzie, zm. w lipcu 2004) – rosyjski hokeista.

## Kariera zawodnicza
- Torpedo Niżny Nowogród (1991-1995)
- Chołmogoriec Nojabr´sk (1995)
- Motor Zawołże (1995-1996)
- Torpedo Niżny Nowogród (1996-1997)
- Motor Zawołże (1997-1998)
- Torpedo Niżny Nowogród (1998)
- HK Woroneż (1998-2000)
- Podhale Nowy Targ (2000)
- HK Woroneż (2000-2002)
- Nieftianik Leninogorsk (2002-2003)
- Dizel Penza (2003)
- HK Woroneż (2003-2004)
- HK Biełgorod (2004)

Wychowanek klubu Torpedo Niżny Nowogród. Podczas kariery występował w klubach rosyjskich, a także epizodycznie w lidze polskiej w Podhalu Nowy Targ w 2000.

## Sukcesy
Klubowe
- Złoty medal wyższej ligi: 1997 z Torpedo Niżny Nowogród
- Awans do Superligi: 1997 z Torpedo Niżny Nowogród
- Srebrny medal mistrzostw Polski: 2000 z Podhalem Nowy Targ